# Copinha
Nicolino Copia, conhecido como Copinha (São Paulo, 3 de março de 1910 — Rio de Janeiro, 4 de março de 1984), foi um músico compositor, flautista, clarinetista e saxofonista brasileiro que se destacou no Choro. 
Gravou seu primeiro disco de 78 rpm com os violonistas Aimoré, Armandinho e o cantor
Moreira da Silva. Atuou como músico em rádios, orquestras e teatros, apresentou-se com Pixinguinha.
Nas décadas de 1930 e 1940, foi um dos instrumentistas mais requisitados para acompanhar os grandes nomes da era do rádio como Aracy de Almeida, Carlos Galhardo, Carmen Miranda, Ciro Monteiro, Francisco Alves, Mário Reis, Orlando Silva e Sílvio Caldas.
Em 1949, ingressou na gravadora Continental onde acompanhou gravações de diferentes artistas entre os quais Lúcio Alves, Sílvio Caldas, Ivon Curi, Déo, Dick Farney e Jorge Goulart. 
Participou das primeiras gravações de Bossa Nova, quando esta surgiu, tornando-se assíduo participante de discos dos artistas do novo gênero, como João Gilberto e Tom Jobim. Também acompanhou diversos artistas da MPB, tais como Chico Buarque e Paulinho da Viola.

## Composições
- "Adeus Mocidade" (com Ferreira Gomes)
- "Amando Sempre"
- "Amolador"
- "Baião de Cabo Verde" (com Edu)
- "Bam-bam-biá" (com Ferreira Gomes)
- "Deixa-me" (com Júlio César)
- "Juras de Amor" (com Edy e Gloz)
- "Lambada"
- "Mambo Brasileiro" (com Ferreira Gomes)
- "Margarida"
- "Messias" (com Adoniran Barbosa)
- "Reconciliação"
- "Saudade" (De Carolina)
- "Será que é isso"

## Discografia
- (1952) "Baião de CaboVerde/Choro perpétuo" - Continental 78
- (1953) "Juras de amor/Corruíra saltitante" - Continental 78
- (1953) "Deixa-me/Paulista no centenário" - Continental 78
- (1954) "Bam-bam-biá" - Continental 78
- (1956) "Na Pavuna/Mambo brasileiro" - Odeon 78
- (1956) "C'est à Hamburg/Abre a janela" - Odeon 78
- (1957) "Dançando no Copacabana Palace" - Odeon LP
- (1960) "Sucessos de Pixinguinha" - Philips LP
- (1967) ''Tristeza on Guitar'' (Disco de Baden Powell) - Saba/MPS - LP
- (1975) "Jubileu de ouro" - Som Livre LP
- (1976) "Brasil, sax e clarineta, de Abel Ferreira" - Discos Marcus Pereira LP
- (1976) "Chorada, chorões, chorinhos, brinde de natal" - LP
- (1977) "Choro na Praça" – (Com Waldir Azevedo, Zé da Velha, Abel Ferreira, Paulo Moura, Copinha e Joel Nascimento) - Elektra/WEA - LP
- (1979) "Chorando Baixinho - Um encontro histórico - Kuarup LP
- (1979) "Bonfiglio de Oliveira interpretado por Copinha e seu conjunto - Revivendo 2", MIS/Femurj/Copacabana MIS LP
- (1981) "Amando sempre" - CBS LP
- (2000) "A Música brasileira deste século por seus autores e intérpretes" - Copinha - Sesc SP - CD
- (2006) "Choro em Roda de Choro" - Copinha - Sesc SP - CD